# سوفت بنك تليكوم
سوفت بنك تليكوم أو SOFTBANK TELECOM Corp. اليابانية: (ソ フ ト バ ン ク テ レ コ コ 株式会社)، سابقًا باسم Japan Telecom Co. Ltd. (日本テレコム株式会社 Nippon Terekomu Kabushiki-gaisha)  (日本テレコム كانت شركة نيبون تيريكومو كابوشيكي-جيشا) للاتصالات في اليابان لمجموعة مجموعة سوفت بنك. توفر الشركة خدمات للشركات والمستهلكين في اليابان. أيضا خدمات هاتفية بعيدة المدى، وخدمة مكالمات دولية، وخدمة الاتصال المباشر عبر الخطوط الصوتية. بالإضافة إلى ذلك، فإنها تشارك في رسوم الفوترة والتحصيل لخدمة الاتصال الهاتفي؛ الاستشارات وتطوير وإنشاء نظام الاتصالات السلكية واللاسلكية. وتوفير معالجة المعلومات وتقديم الخدمة. في 1 أبريل 2015، اندمجت Softbank Telecom Corp مع Softbank Mobile Corp ولم تعد موجودة ككيان منفصل.

## الجدول الزمني
- 1984-10 : تأسست شركة تليكوم تيليجراف اليابانية.
- 1986-08 : اليابانية تليكوم تلغراف تطلق خدمات الدوائر المؤجرة
- 1986-12 : تأسيس سكة حديد الاتصالات
- 1989-05 : اندماج الاتصالات السلكية واللاسلكية مع Japan Telecom
- 2002-08 : تم تغيير اسم الشركة إلى Japan Telecom Holdings . تم فصل قطاع الاتصالات الثابتة أيضًا لتأسيس شركة Japan Telecom جديدة.
- 2006-10 : تم تغيير اسم الشركة إلى SOFTBANK TELECOM Corp.
- 2015-04 : دمج الشركة في Softbank Mobile Corp.
- 2018-12 : دخلت الشركة الاكتتاب العام [3]

## روابط خارجية
الموقع الرسمي
معلومات الشركة